# Alfonso de Baena (beat)
Alfonso de Baena (Villatobas, 1539 - Illes Canàries, 1570) va ser un beat jesuïta espanyol, màrtir catòlic.

## Biografia
Va néixer a Villatobas (actual província de Toledo), el 1539. Segons els últims esbrinaments era descendent de moriscs o cristians nous. Va ingressar a la Companyia de Jesús, el 1566. Abans de ser jesuïta, va exercir l'ofici d'orfebre; per la qual cosa posteriorment, va realitzar diversos objectes sagrats per a les missions del Brasil. El 1569 va concloure el noviciat i sent de molt madura virtut, va professar com a germà coadjutor.
En aquest mateix any va ser portat a Portugal pel provincial de Brasil, P. Inácio de Azevedo per anar de missioner juntament amb 70 joves jesuïtes d'Espanya i Portugal. Després d'una llarga preparació espiritual, va sortir des de Lisboa el 5 de juny de 1570 en tres naus rumb a Brasil. Des de l'Illa de Madeira, una nau va haver de dirigir-se cap a les Illes Canàries per portar una càrrega que transportava; hi viatja Azevedo amb 39 jesuïtes i pressentint la proximitat de corsaris calvinistes, va demanar voluntaris davant un possible martiri; quatre van abandonar l'expedició, en el seu lloc es van oferir voluntaris altres, de les restants naus, un d'ells va ser Alfonso de Baena.
Arribant a l'Illa de la Palma a Canàries, van fer escala al lloc de Tazacorte, uns dies després en continuar la seva ruta cap al port de Santa Cruz de la Palma, enfront de la punta de Fuencaliente la nau va ser atacada per corsaris hugonots calvinistes, molt ben armats sota el comandament del pirata francès Jacques de Sores. Azevedo, en veure'ls, amb una imatge de la Verge entre les seves mans, va encoratjar al seu jove grup de missioners; tots desitjaven oferir les seves vides per Crist. Després d'ensenyorir-se de la nau els 40 jesuïtes van ser violentament martiritzats de diverses maneres, eren vuit espanyols i 32 portuguesos. Alfonso de Baena, mentre atenia als ferits i animava als soldats de la seva nau, va ser brutalment apunyalat i encara viu llançat al mar. Tenia trenta anys. Era el 15 de juliol de 1570, i en el mateix dia santa Teresa de Jesús va tenir la gràcia de veure'ls coronats de Glòria en el cel.
Els 40 Màrtirs del Brasil o Màrtirs de Tazacorte, van ser reconeguts com a màrtirs per la fe, pels papes Gregori XV (1623) i Benet XIV (1742). Pius IX el va beatificar l'11 de maig de 1854. El 1999 el cabildo insular de la Palma i altres institucions, van organitzar un homenatge en memòria d'aquests màrtirs, submergint 40 creus de formigó al fons del mar al lloc del martiri.
A Villatobas se celebra la festa d'Alfonso de Baena cada 15 de juliol des de 1982. Un carrer de la població porta el seu nom des de 1993. El 2003 el cardenal D. Antonio Cañizares va beneir una nova imatge, tallada en fusta per l'escultor toledà César Ortega Herrera. La banda de tambors i cornetes de la localitat porta el seu nom.